# Ger de Joode
Ger de Joode (Woudrichem, 1 augustus 1939 – Amersfoort, 12 september 2021) was een geometrisch abstract beeldend kunstenaar.
De Joode volgde te Gorinchem de opleiding tot (hoofd)onderwijzer. Daarna volgde hij in 1969/1970 avondlessen aan de Stadsacademie te Maastricht. Een jaar later werd hij toegelaten tot de Akademie voor Beeldende Kunsten te Arnhem en behaalde daar in 1981 o.l.v. Berend Hendriks de eerstegraads bevoegdheid voor het geven van lessen in de beeldende vakken met als specialisatie Monumentale Vormgeving. Na een lange onderwijs carrière kan hij in 1998 met vervroegd pensioen en besluit hij zich volledig aan de kunst te wijden. Woonachtig in Leusden huurt hij een atelier in Amersfoort en wordt lid van kunstenaarsvereniging Artré. Het is de start van een lange reeks activiteiten en exposities in Amersfoort, waarvan de meeste georganiseerd werden door de Stichting Kunstkijkroute. Cruciaal voor zijn carrière als kunstenaar werd een ontmoeting met de kunstverzamelaar Jan Verhoeven in 2000. Ger de Joode is met een groot aantal werken in zijn collectie vertegenwoordigd en daarnaast met diverse series tekeningen en minisculpturen. Belangrijker nog was dat Ger de Joode via Jan Verhoeven in contact kwam met diens Stichting Yellow Fellow, die een gevarieerd programma organiseerde van workshops, lezingen en symposia tot exposities en kunstconcerten op het gebied van abstracte kunst, wetenschap en samenleving. Errit van de Velde, emeritus hoogleraar wijsbegeerte aan de Universiteit van Twente, met wie De Joode jarenlang samen in de denktank van Yellow Fellow zat, was zowel voor De Joode zelf als voor de ontwikkeling van zijn werk een belangrijke inspiratiebron.
Het werk van Ger de Joode bestaat uit 2-en 3d wiskundig geordende vormen en kleuren. Zijn werk werd geïnspireerd door kubistisch en geometrisch abstract werk van vóór de Eerste Wereldoorlog. Kunstenaars die hem in het bijzonder hebben geïnspireerd zijn de wiskundige Ulam, de architect Zvi Hecker en de beeldend kunstenaars Richard Paul Lohse en Peter Struycken. Wiskunde en wetenschap zag de Joode als zijn dagelijkse inspiratiebronnen.